# Marquina (Álava)
Marquina (oficialmente Markina) es un concejo del municipio de Zuya, en la provincia de Álava, en la comunidad autónoma del País Vasco,España.

## Geografía
Marquina se ubica en las laderas del monte Gorbea, siendo el concejo de Zuya ubicado más al norte del término municipal.

## Etimología
Aparece recogido como Marquina ya en el año 1257, en un documento que recoge las localidades del obispado de Calahorra en dicha época.

## Historia
En la localidad existió la torre de Ayala, fundada en el siglo XIV por Juan Sánchez de Salcedo, octavo señor de la casa Ayala. También se conoce la existencia de la torre de Zárate, que fue demolida por los Avendaño.

## Demografía
| Gráfica de evolución demográfica de Marquina entre 2000 y 2019 |
|                                                                |
| Población de derecho según los censos de población del INE.    |

## Monumentos
- Iglesia de San Juan Bautista. Es un edificio gótico construido en mampostería. Posee un retablo mayor del renacimiento, así como un pórtico de tres arcos. La torre data del año 1796.
- Caserío Torre Sagasti. Posee una puerta de acceso rematada por arco apuntado que ostenta el escudo de los Zárate.

## Fiestas
- 24 de junio (San Juan Bautista).

## Personas destacadas
- Ramón José de Abecía (Marquina, 1785). Guerrillero español conocido como el estudiante de Marquina durante la Guerra de la Independencia. Estuvo al frente de una guerrilla que actuó desde Aragón al País Vasco, obteniendo numerosas victorias. Ingresó en el ejército como comandante y llegó a general.